# Wainamah
Wainamah est l'un des 33 villages dans la commune de Jakiri dans le département de Bui au Cameroun. Il est situé sur une colline le long de la route de contournement (Ring Road) de la région du Nord-Ouest du Cameroun. Il est délimité par les localités de Babessi, Sarkong, Ntseimbang, Waarin, Limbo et Kwanso.

## Histoire
Le nom vient de la langue Wainamah Nso (un dialecte du lamnso'). Wai Namah se traduit littéralement comme « marché du tabac ». Le nom provient des premiers colons de la région qui cultivaient et vendaient du tabac.

## Géographie et climat
Wainamah est situé à environ 78 km de Bamenda et 1 800 m d'altitude. Ce village connaît des saisons alternatives : la saison humide d'environ huit mois à partir de la mi-mars et la saison sèche d'environ quatre mois à compter de la mi-novembre. Le village se caractérise par des températures très basses, avec une brise douce continue car il est situé au sommet d'une colline. Les températures les plus élevées enregistrées varient entre 18 et 21,8 °C en mars. Les températures peuvent descendent plus bas autour de 10,4 °C entre août et septembre.

## Population
En 1969, la localité comptait 1 313 habitants, principalement des Nso.
Lors du recensement national de 2005, on y a dénombré 2 150 personnes.
En 2012, la population est estimée à 2 350 habitants.

## Administration et politique
Wainamah est sous le contrôle d'un officier divisionnaire de la commune de Jakiri et du maire de Jakiri. Les habitants de Wainamah participent activement à la vie politique. Bien qu'il existe de nombreux partis politiques au Cameroun, deux partis seulement y sont représentés : le Social democratic front (SDF) de John Fru Ndi et le Rassemblement Démocratique du Peuple Camerounais (RDPC).

## Services sociaux de base
Le village dispose d'un lycée (G H S) et d'une école primaire publique. Wainamah possède également un centre de santé dirigé par un chef de centre et géré par un médecin basé à Jakiri (Hôpital Mantung). L'hôpital qui compte 12 lits avec un effectif de 3 infirmières, dessert environ 5 276 patients provenant de Wainamah et des villages voisins. Les habitants de Wainamah pratiquent deux religions : le christianisme et l'islam. On y note la présence d'églises comme la Convention Cameroun Baptist (CBC), l'Eglise apostolique et la Mosquée.

## Économie
L'agriculture est l'épine dorsale de l'économie du village Wainamah. Bien que le nom Wainamah signifie marché du tabac, il est rare d'y trouver le tabac. Ceci est dû à la baisse du prix de tabac quelques années plus tôt. De nouvelles fermes et des méthodes modernes de culture par les sociétés locales d'achat du tabac locale ont démobilisé la nouvelle génération qui ne trouve plus digne de cultiver le tabac, car il est principalement destiné à l'exportation et consommée par un très petit nombre de personnes âgées. L'abandon de la culture du tabac a conduit le développement d'une nouvelle agriculture paysanne avec le maïs, les haricots, le manioc, le palmier à huile ou l'élevage du bétail. Wainamah est devenu le deuxième plus grand marché de bétail de Bui avec un dispositif d'abattage prévue par l'État. Les températures froides ralentissent les activités agricoles comme les cultures de maïs qui est l'une des principales plantes cultivées. Les populations de Wainamah profitent de la longue saison des pluies pour assurer la disponibilité continue de l'herbe et des légumineuses pour les animaux notamment les bovins, les chèvres ou les moutons. 
Il existe quelques magasins dans le village notamment des bars où se mélangent des boissons brassées industriellement et du vin de palme produit localement.